# Rudolph Charles
Rudolph Charles (* 1. Oktober 1938 in Laventille; † 29. März 1985) war ein trinidadischer Steel Pan-Musiker und Instrumentenbauer.

## Leben
Charles wurde in Laventille, einer mit der westlich gelegenen Hauptstadt Port of Spain verschmolzenen Kleinstadt, geboren. Von 1961 bis zu seinem Tod 1985 war er Leiter und Panbauer des Desperadoes Steel Orchestra. Charles entwickelte für diese Steelband verschiedene Instrumente, zum Beispiel den Nine Bass, die Rocket Pans und den Twelve Bass. Auch teilte er die Stimmarbeiten auf ein Team von Panbauern auf, um seinem Orchester die bestmögliche Klangfülle zukommen zu lassen.
Rudolph Charles engagierte sich für die Sache der Panspieler und ging 1979 gewerkschaftlich organisiert in Opposition zum Steelbandverband Trinidads. Als Folge fand im selben Jahr kein Panoramawettbewerb statt, jedoch erhielten die Musiker seither höhere Teilnahmeprämien.